# Roy Rudonja
Roy Rudonja (umetniško ime BigRoy), slovenski nogometaš in raper, * 26. februar 1995, Koper.
Rudonja je profesionalni nogometaš, ki igra na položaju napadalca. Od leta 2024 je član italijanskega kluba Polisportiva Gioiosa. Pred tem je igral za slovenske klube Domžale, Ankaran Hrvatini, Tolmin, Krško, Brežice, Dravo Ptuj in NK Dekani, nizozemski RKC Waalwijk, avstrijski ASKÖ Oedt, malteško Sengleo Athletic ter italijanska Geraci in Rocca Acquedolcese. Skupno je v prvi slovenski ligi odigral dve tekmi, v drugi slovenski ligi pa je odigral 44 tekem in dosegel dva gola. Bil je tudi član slovenske reprezentance do 17 in 18 let.
Njegov oče je nekdanji nogometaš in slovenski reprezentant Mladen Rudonja.